# Жёсткость погоды
Жёсткость пого́ды — ощущаемый человеком холод при одновременном воздействии мороза и ветра. Жёсткость погоды измеряется в условном температурном эквиваленте, то есть градусах Цельсия (°C). На практике позволяет оценить и сравнить субъективные ощущения человека от нахождения в условиях с разным сочетанием отрицательной температуры и силы ветра.
Существуют разные схемы оценки жёсткости погоды, в частности:
- условная или упрощённая: каждый метр в секунду ветра приравнивается к двум градусам мороза (t — 2*V);
- ветро-холодовой индекс: сила ветра переводится в градусы мороза по специальной схеме с изменяющимся коэффициентом (сильнее мороз — выше коэффициент для перевода силы ветра в условные градусы).

Впервые оценить погоду по сочетанию мороза и ветра понадобилось в Антарктиде, где и возник этот термин. Определение жёсткости погоды актуально и для некоторых северных поселений, в частности, для Норильска, так как здесь часто сочетаются морозы с сильным ветром (в декабре 1976 года при температуре −47 °C регистрировались порывы ветра до 25 м/с, что по ощущениям давало −97 градусов мороза, что ниже предполагаемого минимума температуры на Полюсе недоступности в Антарктиде, который, по минимальным на настоящее время оценкам, равен −94,5 °C).
В настоящее время оценка жёсткости погоды по ветро-холодовому индексу используется для оценки допустимости проведения работ и их нормирования на открытом воздухе в условиях Крайнего Севера. В зависимости от жёсткости погоды меняется максимальная продолжительность работы. Превышение критических параметров жёсткости также используется для объявления актированных дней, когда любые работы на открытом воздухе не рекомендуются. В такие дни во избежание несчастных случаев также могут закрываться общеобразовательные (например, школы) и иные общественные учреждения.

## Влияние влажности
Следует иметь в виду, что субъективные ощущения человека сильно зависят также от влажности, однако большинство населённых пунктов и промышленных территорий, где требуется оценка жёсткости погоды, располагаются в зонах континентального климата, поэтому влиянием влажности воздуха пренебрегают. Влажность учитывают в жарких странах. Например в израильской армии используют показатель «тепловая нагрузка» (עומס חום), который учитывает температуру (выше 0 по Цельсию) и влажность, но не учитывает скорость ветра.